# John DeFrancis
John DeFrancis (Bridgeport, Connecticut, 1911. augusztus 31. – Honolulu, 2009. január 2.) amerikai nyelvész, sinológus.

## Élete és munkássága
DeFrancis olasz bevándorló szülők (eredeti nevük: DeFrancesco) gyermekeként született az Egyesült Államokban. Közgazdászként végzett a Yale Egyetemen. Az egyetem elvégzése után Kínában vállalt munkát. 1935-ben elkísérte H. Desmond Martint, a kanadai hadtörténészt kutatóútján. Több ezer mérföldet tettek meg Mongólia és Kína északnyugati részein. Útjukat a In the Footsteps of Genghis Khan című könyvében örökítette meg. 1936-ban visszatért az Egyesült Államokba és 1982-ig nem is járt többet Kínában. Posztgarduális képzését a Yale-en kezdte George A. Kennedynél, majd a Columbia Egyetemen diplomázott 1941-ben. 1948-ban doktori fokozatot szerzett, és a Johns Hopkins Egyetemen tanított kínait.
A mccarthyzmus idején kollegája, Owen Lattimore azzal vádolta meg, hogy orosz kém, és ezért egy időre eltiltották a tanítástól.
1947-ben a Seton Hall Egyetemen helyezkedett el, ahol 1954-ig tanított. 1966-1976-ban manoai Hawaii Egyetem oktatója volt. Az 1960-as években összeállított egy 12 kötetből álló kínai nyelvkönyv-sorozatot, amely a Yale Egyetemen jelent meg. Később népszerű nevén ezt a sorozatot „DeFrancis sorozatnak” nevezték, és hosszú évtizedekig széles körben használták a kínai nyelv oktatására az Egyesült Államokon kívül is. DeFrancis egyike volt azon tanároknak, tudósoknak, akik Kínán kívül pinjint használták oktatási célra. 1950 és 1955 között a Journal of the American Oriental Society társszerkesztőjeként tevékenykedett, 1966-tól 1978-ig pedig a Journal of the Chinese Language Teachers Association szerkesztésében vett részt. 1976-ban vonult vissza a tanítástól, de továbbra is jelentős alakja maradt a kínai nyelvoktatásnak, nyelvpolitikának és az ázsiai szociolingvisztikának. Nagy hatású műve az 1989-ben megjelent Visible Speech: The Diverse Oneness of Writing Systems. Élete utolsó éveit is aktív munkával töltötte, 2009-ben hunyt el 97 éves korában.

## Főbb művei

### Nyelvkönyvek
- Beginning Chinese (1963). 2nd revised edition, 1976. ISBN 0-300-02058-9
- Character Text for Beginning Chinese (1964). 2nd edition, 1976. ISBN 0-300-02059-7
- Beginning Chinese Reader (Parts I and II) (1966) ISBN 0-300-02060-0
- Intermediate Chinese (1964) ISBN 0-300-00064-2
- Character Text for Intermediate Chinese (1965) ISBN 0-300-00062-6
- Intermediate Chinese Reader (Parts I and II) (1967) Part 1: ISBN 0-300-00065-0. Part 2: ISBN 0-300-00066-9
- Advanced Chinese (1966) ISBN 0-300-00056-1
- Character Text for Advanced Chinese (1966) ISBN 0-300-00063-4
- Advanced Chinese Reader (1968) ISBN 0-300-01083-4
- Index Volume (1968)
- Annotated Quotations from Chairman Mao (1975) ISBN 0-300-01870-3

### Egyéb könyvek, monográfiák
- "The Prospects for Chinese Writing Reform", Sino-Platonic Papers No. 171, 2006
- In the Footsteps of Genghis Khan (University of Hawaii Press, 1993) ISBN 0-8248-1493-2, ISBN 978-0-8248-1493-9
- Visible Speech: The Diverse Oneness of Writing Systems (University of Hawaii Press, 1989) ISBN 0-8248-1207-7
- The Chinese Language: Fact and Fantasy (University of Hawaii Press, 1984) ISBN 0-8248-1068-6
- Colonialism and Language Policy in Vietnam (Contributions to the Sociology of Language, Nr. 19, Mouton, 1977) ISBN 90-279-7643-0
- Things Japanese in Hawaii (University of Hawaii Press, 1973) ISBN 0-8248-0233-0
- Chinese-English Glossary of the Mathematical Sciences (American Mathematical Society, 1964)
- Chinese Social History, by E-tu Zen and John DeFrancis (American Council of Learned Societies, 1956)
- Bibliography on Chinese Social History, by E-tu Zen and John DeFrancis (Yale University, Far Eastern Publications, 1952)
- Talks on Chinese History (with Elizabeth Jen Young) (Far Eastern Publications, 1952)
- Report of the Second Round Table Meeting on Linguistics, Language Teaching Monograph Series on Languages and Linguistics, No. 1 (Georgetown University Press, 1951)
- Nationalism and Language Reform in China (Princeton University Press, 1950; reprinted Octagon Books, 1975) ISBN 0-374-92095-8
- Chinese Agent in Mongolia, translated from the Chinese of Ma Ho-t'ien (Johns Hopkins Press, 1949)

### Szótárak
- ABC Chinese-English Dictionary (1996, pocket edition 1999) ISBN 0-7007-1190-2
- ABC Chinese-English Comprehensive Dictionary (2003) ISBN 0-8248-2766-X
- ABC Chinese-English/English-Chinese Dictionary (forthcoming)